# David Sacks (homme d'affaires)
Pour les articles homonymes, voir David Sacks et Sacks.
David Sacks, né le 25 mai 1972 au Cap (Afrique du Sud), est un entrepreneur, investisseur et homme d'affaires américano-sud-africain, spécialisé dans les nouvelles technologies.
David Sacks se fait connaître comme directeur de l'exploitation et haut responsable chez PayPal (il fait partie de la mafia PayPal), avant de fonder Yammer, dont il deviendra le directeur général. En 2017, David Sacks cofonde Craft Ventures, un nouveau fonds de capital risque, investissant notamment dans Facebook, Uber, SpaceX, Palantir Technologies et Airbnb. Il investit et prend part à d'autres projets d'entreprises innovantes.
En décembre 2024, il est nommé par le président élu Donald Trump czar (en) en charge de l'intelligence artificielle et des cryptomonnaies, au sein de sa seconde administration.

## Biographie

### Jeunesse et études
David Oliver Sacks naît en 1972 dans une famille juive du Cap, en Afrique du Sud. Sa famille émigre à Memphis, dans le Tennessee, aux États-Unis, alors qu'il n'a que cinq ans,. Même s'il ne prévoit pas encore de devenir entrepreneur, il ne veut pas exercer la même profession comme son père, qui est alors endocrinologue. Il dit s'être inspiré de son grand-père, fondateur d'une usine de bonbons dans les années 1920.
David Sacks fréquente la Memphis University School à Memphis. Il obtient un Bachelor of Arts en économie à l'université de Stanford en 1994, avant de décrocher un doctorat en droit à l'University of Chicago Law School en 1998. Durant ses études à Stanford, il est rédacteur en chef de la Stanford Review, publication libertarienne-conservatrice dirigée par Peter Thiel.

### Carrière dans le monde des affaires

#### PayPal
En 1999, David Sacks quitte son poste de consultant en gestion au sein de la société de conseil McKinsey & Company, pour rejoindre la start-up de commerce en ligne Confinity, fondée par Max Levchin, Peter Thiel et Luke Nosek. Il est le responsable de la conception du produit phare de Confinity, qui donnera son futur nom à leur entreprise, après sa fusion avec X.com : PayPal. Après avoir été promu au poste de directeur de l'exploitation de Paypal, il prend en charge la construction des équipes de l'entreprise. Il est responsable de la conception des produits, des ventes et du marketing, du développement commercial, des services à l'international, du service client et des ressources humaines ; il dirige environ 700 employés. PayPal est introduit en bourse en février 2002, l'une des premières opérations de ce type après les attentats du 11 septembre. La valeur du titre augmente de plus de 54 % le premier jour. En octobre 2002, eBay rachète PayPal pour 1,5 milliard de dollars.
David Sacks est membre de la « mafia PayPal », un groupe informel réunissant les fondateurs et certains des premiers employés de PayPal, qui ont ensuite fondé d'autres entreprises à succès du secteur de la tech. On leur attribue souvent le mérite d'avoir inspiré le Web 2.0 et la réémergence des entreprises Internet après l'éclatement de la bulle Internet en 2001.

#### Geni.com puis Yammer
En 2006, avec Adam Pisoni, David Sacks cofonde Geni.com, un site de généalogie en ligne. En 2008, ils transforment une fonctionnalité de communication interne entre les employés de l'entreprise en une société autonome appelée Yammer, qui commercialise un réseau social de microblogage. Geni.com est finalement rachetée par MyHeritage en 2012.

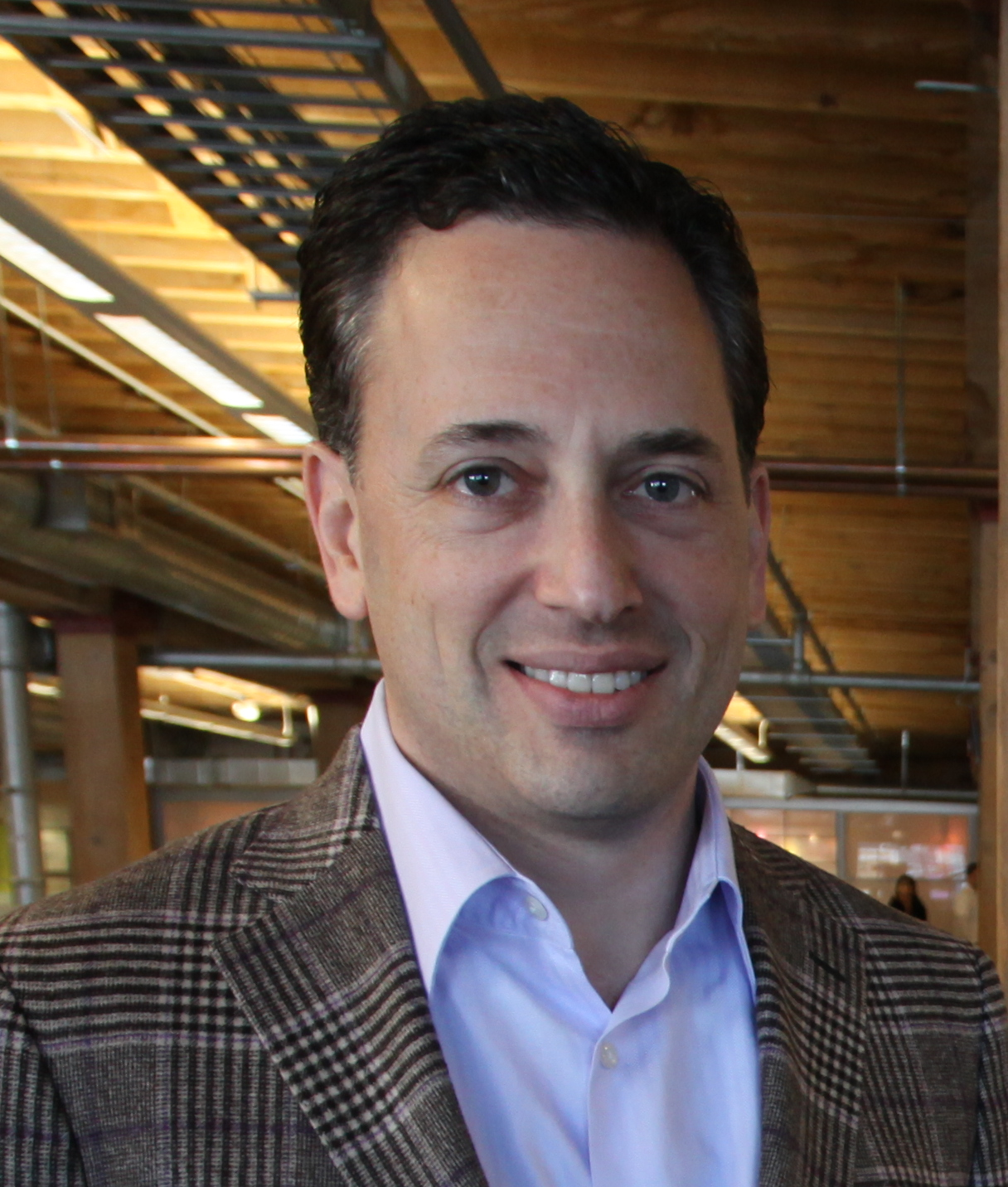
David Sacks en 2011.

En 2008, Yammer lance le premier réseau social d'entreprise, un outil de communication sécurisée pour la collaboration interne en entreprise, remportant le grand prix de la conférence TechCrunch 50. Selon la firme de capital risque Social Capital, l'approche virale de Yammer en a fait l'une des entreprises de software as a service (SaaS) à la croissance la plus rapide de l'histoire, dépassant les huit millions d'utilisateurs en seulement quatre ans. Yammer reçoit environ 142 millions de dollars d'investissements, versés par des sociétés de capital-risque telles que Charles River Ventures, Founders Fund, Emergence Capital Partners et Goldcrest Investments.
En juillet 2012, Microsoft achète Yammer pour 1,2 milliard de dollars dans le cadre de sa stratégie cloud/sociale.

#### Zenefits
En décembre 2014, David Sacks réalise un « investissement majeur » dans Zenefits, un service de gestion des ressources humaines utilisant le cloud computing. En janvier 2016, le conseil d'administration de Zenefits le missionne pour occuper le poste de PDG par intérim, alors que l'entreprise traverse une crise concernant la conformité des licences ; il remplace l'ancien titulaire du poste Parker Conrad. Ce dernier affime par la suite que le changement de direction est un « coup d'État » monté par David Sacks.
Au cours de l'année suivante, il négocie une résolution avec les régulateurs des assurances à travers les États-Unis, recevant des éloges pour avoir « redressé le navire ». Il réorganise en profondeur la gamme de produits Zenefits à travers une initiative qu'il nomme « Z2 »,, introduisant un modèle commercial software as a service. Peu de temps après, PC Magazine fait état de la réussite de Zenefits, devenu « le meilleur logiciel RH sur le marché », tandis que BuzzFeed révèle que la compagnie a perdu plus de 200 millions de dollars en 2016. Après seulement dix mois à la tête de Zenefits, David Sacks est remplacé par l'ancien PDG d'Ooyala, Jay Fulcher.

#### Glue
En 2021, David Sacks et son ancien collègue de Craft Ventures, Evan Owen, fondent Glue, une société commercialisant un logiciel de chat professionnel. Leur produit, fondé sur l'intelligence artificielle qui pourrait être utilisé à partir de plateformes comme Google Meet et Zoom, permettant aux employés d’obtenir l'assistance de l’IA pendant les conversations. Glue est rendu public et lancé en mai 2024,.

#### Activités d'investissement
David Sacks investit massivement dans des entreprises du secteur des nouvelles technologies. En tant que business angel, il participe au financement de sociétés comme Airbnb, Eventbrite, Facebook, Houzz (en), Palantir Technologies, PayPal, Postmates, ResearchGate, Rumble, Scribd, Slack, SpaceX, SurveyMonkey, Uber et Wish.
Fin 2017, David Sacks cofonde Craft Ventures, un fonds de capital risque, et lève initialement 350 millions de dollars. En 2021, l'entreprise lève 1,1 milliard de dollars, ce qui porte le total des actifs sous gestion à 2 milliards, selon un billet publié sur le blog Medium de la société. Les licornes parrainées par les fonds Craft Ventures I et II sont Bird, BitGo, ClickUp, Pipe, Reddit, SourceGraph et SpaceX,.

### Carrière de producteur et animateur
Après le rachat de PayPal, David Sacks produit et finance le film satirique Thank You for Smoking, qui est présenté pour sa première au Festival international du film de Toronto en 2005. Produit par les studios de la Twentieth Century Fox, il sort en salles en 2006 et est doublement nommé aux Golden Globes, notamment dans la catégorie du Meilleur film. Il participe également à la production du biopic Ma vie avec Dalí de Mary Harron, sorti en 2023 et consacré à l'artiste Salvador Dalí. Le film est présenté en avant-première au Festival international du film de Toronto 2022 et distribué par Magnolia Pictures en salles en 2023.
David Sacks est l'animateur du podcast populaire « All-In », à la ligne éditoriale conservatrice et anti-progressiste.

### Engagement politique

#### Participation à des campagnes électorales
Selon la Commission électorale fédérale, David Sacks aurait fait un don de 50 000 dollars à la campagne présidentielle du candidat du Parti républicain Mitt Romney en 2012. En 2016, il donne près de 70 000 dollars à la campagne présidentielle de la candidate démocrate Hillary Clinton.
En 2022, lors des référendums révocatoires du conseil scolaire de San Francisco, David Sacks contribue de manière significative afin d'obtenir la révocation de plusieurs membres.
Il est également un soutien important des candidats républicains, parrainant une collecte de fonds au printemps 2022 pour les candidats républicains au Sénat, dont J. D. Vance et Blake Masters, aux côtés de son ancien collègue et partenaire de la « mafia PayPal » Keith Rabois (en). Au total, David Sacks a donné directement plus de 1 million aux candidats pour le Sénat en 2022.
Le 24 mai 2023, il anime un débat sur Twitter Spaces, lors duquel Ron DeSantis annonce sa candidature aux primaires présidentielles républicaines de 2024. David Sacks fait l'éloge de DeSantis et fait un don de 50 000 dollars à sa campagne. Il contribue aussi à hauteur de 10 000 $ à la campagne de Robert F. Kennedy Jr..
Il participe également à la campagne présidentielle de Donald Trump en vue de l'élection présidentielle américaine de 2024. Il organise notamment une collecte de fonds en faveur du candidat, en juin 2024, qui permet de récolter environ 12 millions de dollars,. L'investisseur prend la parole lors de la Convention nationale républicaine, s'attaquant dans son discours à la gestion de l'État de Californie par les Démocrates et à la politique de soutien à l'Ukraine menée par Joe Biden durant l'invasion russe.

#### Nomination dans l'administration présidentielle
Le 5 décembre 2024, le président élu Donald Trump, vainqueur de l'élection présidentielle un mois plus tôt, le nomme czar (en) en charge de l'intelligence artificielle et des cryptomonnaies, au sein de sa seconde administration. Il s'agit d'une fonction nouvellement créée dans le but de construire un cadre juridique pour le secteur de la cryptomonnaie. Il le place également à la tête du Comité présidentiel des conseillers en science et technologie,.
Donald Trump déclare que David Sacks « protégera la liberté d'expression en ligne et nous éloignera des préjugés et de la censure des grandes technologies ». Il déclare également que son rôle sera de « travailler sur un cadre juridique afin que l'industrie de la cryptomonnaie ait la clarté qu'elle demande et puisse prospérer aux États-Unis ».
Selon Bloomberg News, David Sacks sera un employé spécial du Gouvernement (en), statut qui lui permet de travailler pour le gouvernement pendant un maximum de 130 jours par an, avec ou sans rémunération. Ce statut le dispense de se soumettre à la confirmation de sa nomination par le Sénat ou à d'autres contraintes de transparence.
La nomination de David Sacks suscite des réactions diverses. Le secteur de la technologie, en particulier certains de ses membres aux tendances conservatrices libertariennes, la voient comme une opportunité pour diminuer la réglementation et favoriser l'innovation, s'alignant sur la promesse faite par Donald Trump de promouvoir la cryptomonnaie et de modifier les politiques antérieures en matière d'intelligence artificielle dans le but de concurrencer la Chine. Des personnalités publiques, comme Sam Altman, expriment leur confiance dans son intégrité après sa nomination.
Toutefois, sa longue carrière dans le secteur privé soulève la crainte de conflits d'intérêts. Les critiques soulignent le manque de supervision gouvernementale, lié à son statut spécifique d'employé spécial du Gouvernement (en). Cela donne lieu à des débats sur la transparence et la responsabilité, d'autant plus que David Sacks conserve des intérêts dans le monde financier, tout en influençant potentiellement la politique.

## Positions politiques

### Influence conservatrice
Selon The New Republic, « Sacks utilise sa richesse et son influence en ligne pour rassembler les conservateurs et les anciens sympathisants de gauche dans un mouvement réactionnaire contre le progressisme ».

### The Diversity Myth: Multiculturalism and the Politics of Intolerance at Stanford
Après avoir obtenu son diplôme à Stanford, David Sacks coécrit avec Peter Thiel le livre The Diversity Myth: Multiculturalism and the Politics of Intolerance at Stanford, publié par l'Independent Institute, un groupe de réflexion libertarien. Leur ouvrage critique le politiquement correct dans l’enseignement supérieur et les politiques progressistes, notamment multiculturalistes,.
Publié en 1995, le livre fait polémique lorsque des extraits minimisant le viol et critiquant l'attribution de la responsabilité aux hommes réapparaissent dans les médias. En 1992, il publie également un article intitulé « The Rape Issue » dans lequel il défend un étudiant accusé de viol, et ayant accepté sa condamnation. En 2016, David Sacks présente ses excuses pour les passages jugés choquants, affirme regretter ses propos passés et se justifie en affirmant qu'il s'agit de « journalisme universitaire écrit il y a plus de 20 ans »,.
Dans un article pour Stanford Magazine en 1996, il se prononce contre la discrimination positive aux États-Unis, affirmant qu'elle a porté préjudice aux « défavorisés » sans les aider, et a conduit à une ségrégation accrue à l'université de Stanford au nom de la diversité.

### Relais de la propagande russe
À partir d'octobre 2022, David Sacks prend position sur l'invasion russe de l'Ukraine, s'élevant contre l'aide militaire américaine à l'Ukraine. Lors de la Convention nationale républicaine de 2024, il déclare que les États-Unis ont « « poussé » la Russie a envahir l'Ukraine ». Les délégués républicains l'auraient hué pour ses propos anti-interventionnistes, ce qu'il nie.
Selon le chercheur Pekka Kallioniemi, David Sacks « n'a aucune idée de l'histoire, en particulier de l'histoire de l'impérialisme russe et de ses antécédents d'ingérence dans les pays voisins ». Il accuse l'homme d'affaires de diffuser « des affirmations farfelues sans aucune connaissance de l'histoire russe ou ukrainienne », en faisant un exemple d'effet Dunning-Kruger.
L’investisseur diffuse régulièrement de fausses informations sur l’Ukraine, qui correspondent à celles diffusés par la propagande russe, comme l'affirmation selon laquelle la révolution de Maïdan de 2014 est un coup d’État soutenu par les États-Unis ou que l'État ukrainien a tué Gonzalo Lira. Il promeut la théorie du complot de l'État profond, censée expliquer la politique étrangère américaine en Ukraine. Il utilise également le whataboutism.
Dans ses podcasts, David Sacks invite régulièrement des personnes participant à la propagande du Kremlin, comme Aaron Maté, Jimmy Dore ou Ian Miles Cheong.

### Effondrement de la Silicon Valley Bank
Lors de l'effondrement de la Silicon Valley Bank (SVB) en mars 2023, David Sacks plaide en faveur d'une action gouvernementale urgente pour garantir l'intégrité des dépôts des clients de la banque. The Nation relève son changement de discours : il critiquait en octobre 2022 « l'idée que le gouvernement américain, le contribuable américain ou toute société américaine est tenue de fournir un soutien ».

## Vie privée
Le 7 juillet 2007, David Sacks se marie à Jacqueline Tortorice. Le couple a deux filles et un garçon. Ils vivent sur Broadway à Pacific Heights, dans la ville de San Francisco, dans un quartier connu sous le nom de « Billionaire's Row ».